# Пениці (Мазовецьке воєводство)
Пениці (пол. Pienice) — село в Польщі, у гміні Красносельц Маковського повіту Мазовецького воєводства.
Населення — 329 осіб (2011).
У 1975-1998 роках село належало до Остроленцького воєводства.

## Демографія
Демографічна структура станом на 31 березня 2011 року:
|          | Загалом | Допрацездатний вік | Працездатний вік | Постпрацездатний вік |
| -------- | ------- | ------------------ | ---------------- | -------------------- |
| Чоловіки | 178     | 45                 | 113              | 20                   |
| Жінки    | 151     | 34                 | 79               | 38                   |
| Разом    | 329     | 79                 | 192              | 58                   |